# تيم فيشر
تيم فيشر (بالألمانية: Tim Fischer) (و. 1973 – م) هو ممثل، من ألمانيا، ولد في دلمنهورست.

## وصلات خارجية
- تيم فيشر على موقع IMDb (الإنجليزية)
- تيم فيشر على موقع مونزينجر (الألمانية)
- تيم فيشر على موقع ألو سيني (الفرنسية)
- تيم فيشر على موقع ميوزك برينز (الإنجليزية)
- تيم فيشر على موقع أول موفي (الإنجليزية)
- تيم فيشر على موقع ديسكوغز (الإنجليزية)
- تيم فيشر على موقع قاعدة بيانات الفيلم (الإنجليزية)
- تيم فيشر على موقع كينوبويسك (الروسية)